# Třebívlice
Třebívlice (en allemand : Trieblitz, Trziblitz ou Triblitz) est une commune du district de Litoměřice, dans la région d'Ústí nad Labem, en Tchéquie. Sa population s'élevait à 839 habitants en 2021.

## Géographie
Třebívlice se trouve à 7 km au nord-est de Třebenice, à 19 km au sud-est de Litoměřice, à 26 km au sud-est d'Ústí nad Labem et à 58 km au nord-ouest de Prague.
La commune est limitée par Lukov au nord, par Podsedice à l'est, par Děčany au sud, et par Želkovice, Libčeves et Hrobčice à l'ouest.

## Histoire
La première mention écrite du village date de 1318.

## Patrimoine
Patrimoine religieux

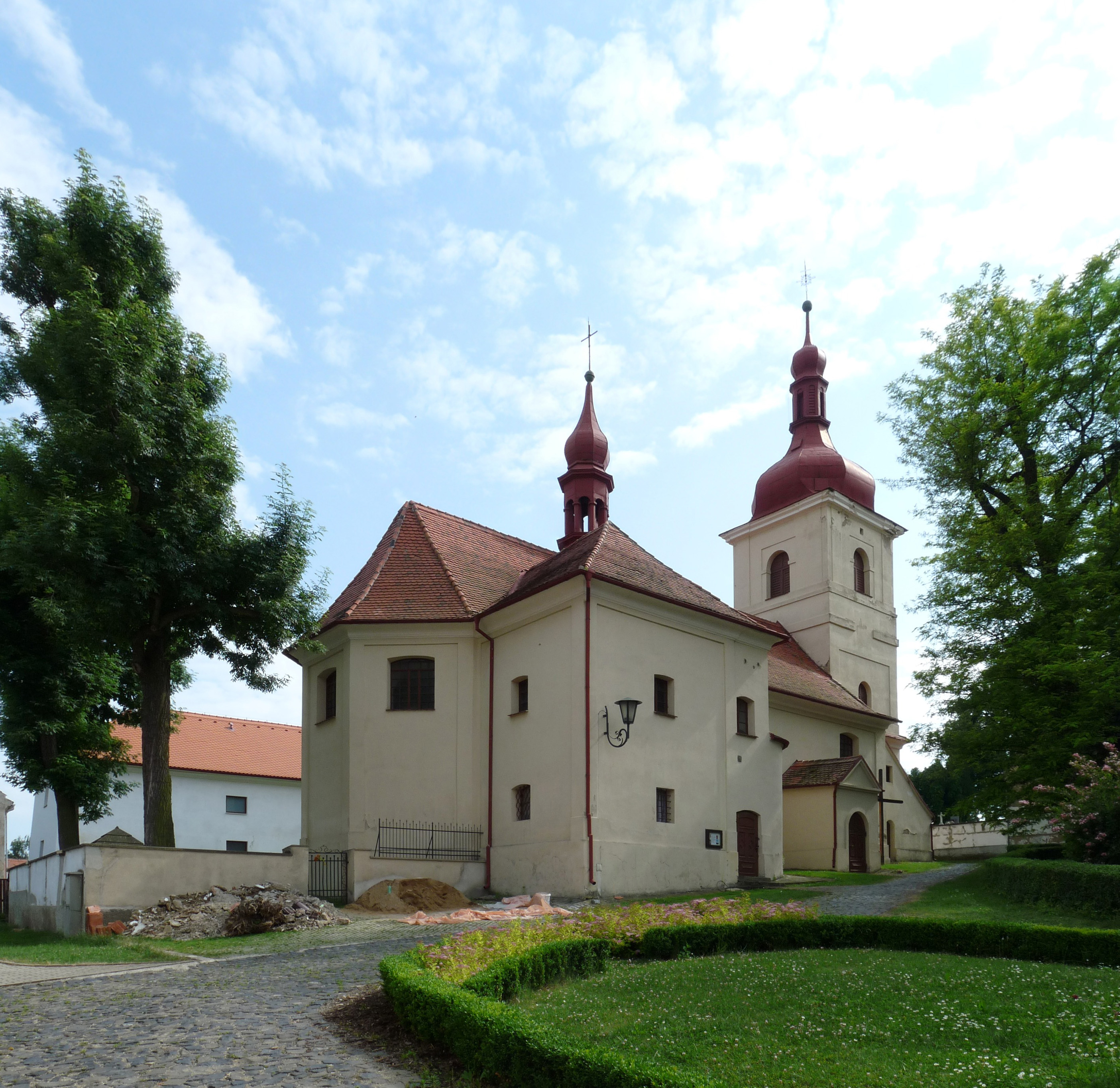
Třebívlice : église Saint-Venceslas.
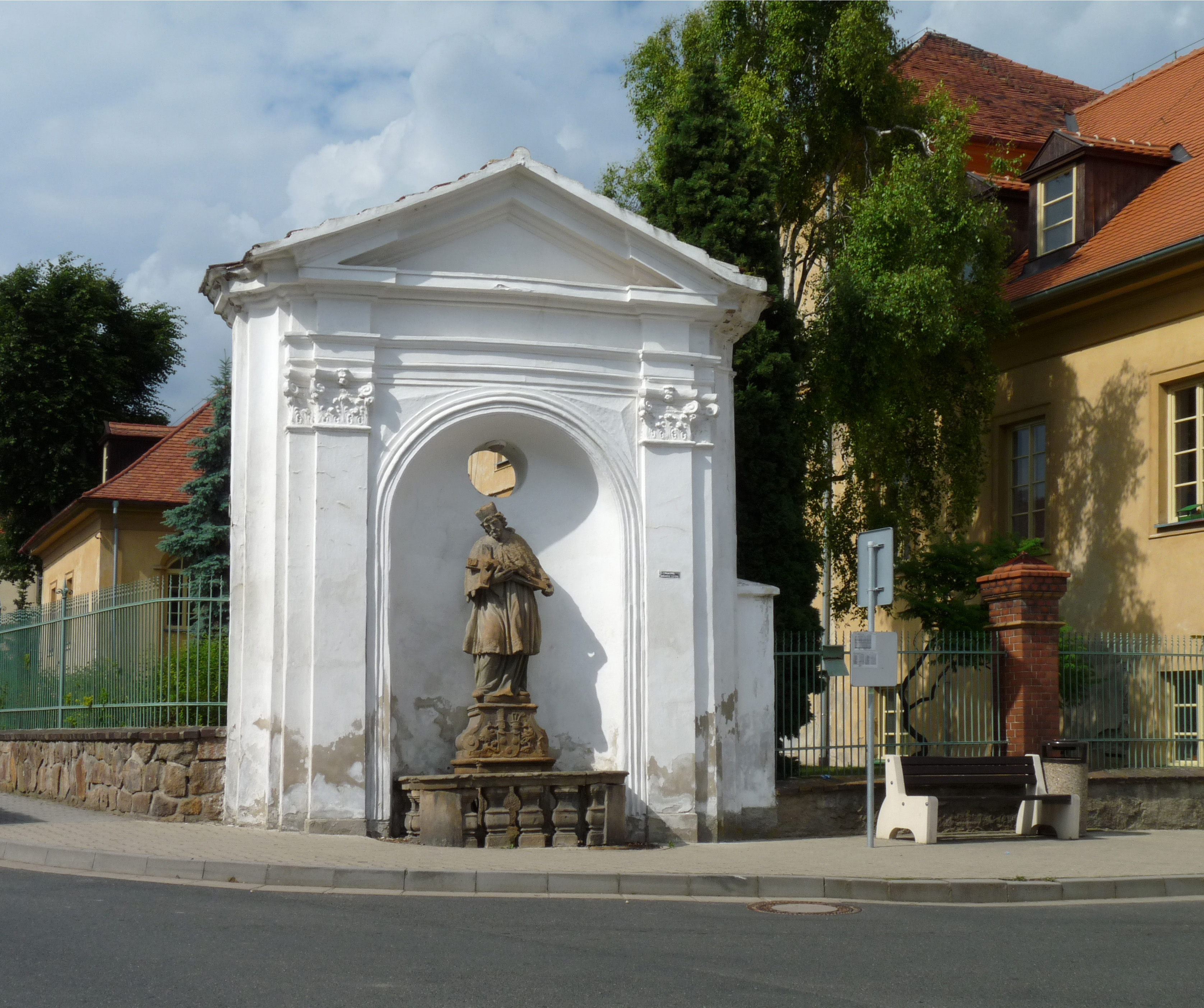
Třebívlice  : chapelle Saint-Jean Népomucène.

## Administration
La commune se compose de sept quartiers :
- Dřemčice
- Dřevce
- Leská
- Skalice
- Šepetely
- Staré
- Třebívlice